# Uncle Scrooge
Uncle Scrooge (titlu stilizat ca Uncle $crooge) este un serial de benzi desenate Disney, având ca personaje pe Scrooge McDuck („cea mai bogată rață din lume”), nepotul lui, Donald Duck, și strănepoții Huey, Dewey și Louie, și prezentând aventurile lor din orașul ficțional Duckburg și din întreaga lume. Serialul a fost publicat pentru prima dată în revista Four Color Comics nr. 386 (martie 1952), ca un spin-off al popularului serial de benzi desenate Donald Duck și continuă încă și în prezent. El a fost produs sub egida mai multor edituri diferite, printre care Western Publishing (inițial în asociere cu Dell Comics și mai târziu de propria sa filială, Gold Key Comics și marca lor Whitman), Gladstone Publishing, Disney Comics, Gemstone Publishing, Boom! Studios și IDW Publishing și a avut mai multe întreruperi de durată variabilă. În ciuda acestui fapt, serialul și-a păstrat același sistem de numerotare de-a lungul celor șase decenii de istorie, doar IDW adăugând o numerotare secundară, care a început cu nr. 1.
În afară de Scrooge și de familia sa, alte personaje recurente ale serialului sunt Gyro Gearloose, Gladstone Gander, Emily Quackfaster și Brigitta MacBridge. Printre adversarii care au apărut frecvent sunt Beagle Boys, Magica De Spell, John D. Rockerduck și Flintheart Glomgold. Uncle Scrooge este unul dintre principalele seriale ale „universului Duck”.
Primele numere realizate de faimosul scriitor/artist (și creator al personajului Scrooge McDuck) Carl Barks au constituit sursa de inspirație a serialului de desene animate de televiziune Povești cu Mac-Mac (DuckTales) la sfârșitul anilor 1980. Mai multe povestiri scrise de Barks și publicate în Uncle Scrooge au fost adaptate ca episoade ale serialului Povești cu Mac-Mac.

## Scriitori și artiști
Primele 70 de numere au fost alcătuite în principal din povești scrise și desenate de Carl Barks. Numărul 71 a avut   o poveste scrisă de Barks și desenată de Tony Strobl. Numerele ulterioare tipărite de Gold Key Comics au combinat reeditări ale mai vechilor povești ale lui Barks cy materiale noi ale unor creatori precum Strobl, Vic Hasson, Phil DeLara, Jack Manning și Pete Alvarado.
Când Gladstone Publishing a relansat revista în 1986 au început să contribuie o nouă generație de creatori americani, printre care Don Rosa, William Van Horn, John Lustig, Pat McGreal, Dave Rawson și Michael T. Gilbert. Ca și mai înainte, creațiile lor au fost amestecate cu reeditări ale creațiilor lui Carl Barks, precum și cu traduceri ale benzilor desenate europene Disney realizate de creatorii Daan Jippes, Fred Milton și Romano Scarpa și publicate inițial de Oberon, Egmont (inițial Gutenberghus) și Disney Italy/Mondadori.

## Istoria publicării în SUA
- Dell Comics: 1952–1962 (nr. 386, 456 și 495 ale revistei Four Color Comics; nr. 4–39)
- Gold Key Comics: 1962–1984 (nr. 40–173 ca Gold Key, 174–209 ca Whitman)
- Gladstone Publishing: 1986–1990 (nr. 210–242)
- Disney Comics: 1990–1993 (nr. 243–280)
- Gladstone Publishing: 1993–1998 (nr. 281–318)
- Gemstone Publishing: 2003–2008 (nr. 319–383)
- Boom Kids! (Boom! Studios): 2009–2011 (nr. 384–404)
- IDW Publishing: 2015– (nr. de la 405 în continuare, cu ediții adiționale specifice IDW numerotate de la nr. 1)[1]

Scrooge și-a făcut prima sa apariție în povestea cu Donald Duck „Christmas on Bear Mountain” ca o persoană meschină care decide să-i testeze pe Donald și pe nepoții săi pentru a vedea dacă aceștia sunt demni de a-i moșteni averea. Barks a considerat că personajul cu averea și caracterul lui putea fi o rampă de lanseare a poveștilor și l-a reintrodus într-un număr ulterior al aventurilor lui Donald Duck din serialul Walt Disney's Comics and Stories. În 1952 popularitatea personajului i-a convins pe conducătorii companiei Dell să încerce să-l facă personaj principal pe Scrooge în povestea „Only a Poor Man” din serialul-antologie Four Colour, poveste pe care expertul Michael Barrier a considerat-o o capodoperă. După alte două apariții în serialul Four Colour Scrooge a devenit personajul principal al propriului serial, începând cu numărul 4 (cele trei numere în care mai apăruse au fost considerate neoficial nr. de la 1 la 3 ale serialului).
Serialul a continuat neîntrerupt (deși nu întotdeauna cu apariții lunare) până în 1984, când compania Western Publishing (societatea-mamă a Gold Key/Whitman, care o publica la acel moment) s-a retras din afacerea cu cărți de benzi desenate. Western deținuse licența cărților de benzi desenate cu personaje Disney de la sfârșitul anilor 1930, iar retragerea companiei a lăsat licența, și implicit serialul Uncle Scrooge, într-o stare de suspensie timp de doi ani, când Another Rainbow, care publicase de mai mulți ani compilații cartonate ale creațiilor lui Carl Barks, a dobândit-o și a lansat compania Gladstone Publishing, ce a reluat publicarea serialului de unde fusese întrerupt de Whitman.
Gladstone a continuat publicarea serialului Uncle Scrooge până când i-a expirat licența în anul 1990. În acel moment, serialul a fost preluat de Disney Comics cu puține schimbări în echipa editorială. Acesta a fost unul dintre cele doar trei seriale lunare care au supraviețuit crizei editoriale cunoscute sub numele „Disney implosion” din 1991 (celelalte fiind Walt Disney's Comics and Stories și Donald Duck Adventures) și a continuat să fie publicat de Disney Comics până în 1993, când compania Disney Comics s-a închis și licența a fost redobândită de către Gladstone Publishing. Gladstone a trecut prin propria ei criză în 1998 și Uncle Scrooge a fost transformat pentru scurt timp într-un serial cu dimensiuni duble (64 de pagini), înainte ca Gladstone să înceteze definitiv publicarea serialului la sfârșitul acelui an.
Nu au mai fost publicate noi numere ale serialului până în 2003, când Gemstone Publishing (a cărei redacție a inclus mai mulți foști angajați ai Gladstone) a obținut licența și a reluat publicarea serialului Uncle Scrooge. Compania Gemstone a menținut formatul adoptat anterior de Gladstone și a continuat să publice serialul până în noiembrie 2008. Dificultățile financiare ale companiei au determinat încetarea publicării serialului, iar licența a fost achiziționată de Booml! Studios, care a revenit la formatul standard de 32 de pagini atunci când a început publicarea serialului la sfârșitul anului 2009. Serialul a mai continuat până în 2011, atunci când achiziționarea grupului Walt Disney Company de către Marvel Entertainment a dus la cuprinderea tuturor licențelor pentru benzile desenate ale lui Disney în portofoliul Marvel Comics.
În ianuarie 2015 IDW Publishing a anunțat că va relua publicarea serialului începând din aprilie 2015. În afară de numerele simple ale cărții de benzi desenate, IDW Publishing publică, de asemenea, colecții ce combină trei numere, dar și colecții cu coperți cartonate sub titlul Uncle Scrooge: Timeless Tales. Cu toate acestea compilațiile cu coperți cartonate au încetat să mai fie publicate după cel de-al treilea volum. Colecțiile cu coperți broșate continuă să fie publicate în prezent (în vara anului 2019).

## Seriale adiacente
De-a lungul anilor, Scrooge McDuck s-a dovedit destul de popular și a apărut personaj principal și în alte seriale de benzi desenate. Multe dintre aceste seriale conțin republicări ale poveștilor scrise inițial pentru serialul „principal” Uncle Scrooge în Statele Unite ale Americii sau în diverse țări europene.
Scrooge a apărut adesea în benzile desenate cu The Beagle Boys alături de adversarii săi obișnuiți, care au fost publicate într-un mod neregulat de Gold Key din 1963 până în 1979. Atunci când acest serial s-a încheiat, el a fost relansat ca The Beagle Boys Versus Uncle Scrooge în martie 1979 și a apărut în doisprezece numere până în februarie 1980.
În 1987 Gladstone Publishing a început publicarea serialului Uncle Scrooge Adventures, care va fi continuat până în anul 1998, cu excepția perioadei 1990-1993, când Disney Comics a deținut licența pentru publicarea benzilor desenate cu personaje Disney.
Scrooge a fost, de asemenea, un personaj important în trei cărți diferite de benzi desenate asociate cu serialul de televiziune Povești cu Mac-Mac. Primul dintre acestea a avut 13 numere și a fost publicat de Gladstone din 1987 până în 1990. Cel de-al doilea a avut 18 numere și a fost publicat de Disney Comics din 1990 până în 1991. Ultimul (până în prezent) a fost publicat în peste șase numere de Boom Kids! în 2011. Mai multe benzi desenate DuckTales care-l au ca personaj pe Scrooge au apărut, de asemenea, în paginile revistei Disney Adventures la începutul anilor 1990.
În fine, The Adventurous Uncle Scrooge McDuck, publicat de Gladstone, a apărut în doar două probleme în 1998. A fost planificată apariția unui al treilea număr, dar a anulat împreună cu restul creațiilor companiei Gladstone, în afară de Uncle Scrooge și Walt Disney's Comics and Stories ca urmare a scăderii abrupte a vânzărilor revistelor de benzi desenate.

## Legături externe
- Uncle Scrooge on Disney Comics Worldwide (DCW)
- Cover of all issues of Uncle Scrooge on outducks.org (click issue numbers)
- Uncle Scrooge sales figures, 1960–present on Comichron